# Chetek (Wisconsin)
Pour les articles homonymes, voir Chetek.
Chetek est une ville américaine située dans le comté de Barron, au Wisconsin. Selon le recensement de 2010, sa population est de 2 221 habitants.